# 山内梓
山内 梓（やまうち あずさ、1998年9月11日 - ）は、日本のアーチェリー選手。

## 経歴
静岡県浜松市出身。静岡県立浜松商業高等学校、近畿大学卒業。
高校生のときに競技を始め、3年時にインターハイ団体戦優勝。高校卒業後は近畿大学に進学し、3年時にインカレターゲットで優勝。
2021年3月に行われた東京オリンピック最終予選で3位に入り出場権獲得。女子団体では準々決勝敗退（5位）、個人では2回戦敗退（17位）、混合団体では1回戦敗退（9位）。
2022年アジア競技大会代表に選出。女子団体戦では準々決勝敗退。